# Texas kiện Pennsylvania
Texas kiện Pennsylvania (tiếng Anh: Texas v. Pennsylvania, 22O155) là một đơn kiện tại Tối cao Pháp viện Hoa Kỳ khiếu nại kết quả cuộc bầu cử tổng thống năm 2020 mà Joe Biden đã đánh bại tổng thống đương nhiệm là Donald Trump. Ngày 11 tháng 12 năm 2020, Tối cao Pháp viện đã bác bỏ đơn kiện. Khi bác bỏ đơn kiện, Tòa án đã cho rằng nguyên đơn Texas "không có vị thế tranh chấp dưới Mục 3 Hiến pháp Hoa Kỳ" để kiện và phán quyết rằng Texas không có quyền can hệ đến "cách một tiểu bang khác tổ chức các cuộc bầu cử của mình".
Vụ kiện này do Tổng chưởng lý Texas Ken Paxton đệ đơn vào ngày 8 tháng 12 năm 2020; trong đơn kiện, ông cho rằng các tiểu bang Georgia, Michigan, Pennsylvania và Wisconsin đã vi phạm luật liên bang khi đã thay đổi quy trình bầu cử trước cuộc bầu cử. Do đây là một vụ kiện giữa các tiểu bang, theo Hiến pháp Hoa Kỳ thì Tối cao Pháp viện là tòa án sơ thẩm; theo Điều lệ 17 thì đơn kiện tự động được đưa vào sổ ghi án của tòa khi được nộp lên và trả phí. Trước và sau cuộc bầu cử, Tổng thống Donald Trump đã cho biết ông dự tính rằng Tối cao Pháp viện sẽ phán quyết kết quả, và sau cuộc bầu cử đội ngũ luật sư của ông đã tìm cách đưa đơn kiện lên Tòa án, nơi mà các thẩm phán phe bảo thủ đang giành đa số 6–3, trong đó có ba người do chính Trump đề bạt vào.
Đây là một trong hơn 50 vụ kiện nổi lên sau cuộc bầu cử. Các vụ kiện khác phần lớn liên quan đến chỉ một tiểu bang và hầu hết đã bị rút lại hay bác bỏ; vụ kiện này liên quan đến nhiều tiểu bang với số phiếu đại cử tri lớn đến mức nếu phe nguyên đơn thành công trong việc vô hiệu hóa kết quả bầu cử đã được chứng nhận tại các tiểu bang này, Tổng thống tân cử Joe Biden sẽ không giành được đa số phiếu đại cử tri và do đó Hạ viện sẽ định đoạt kết quả bầu cử, nơi mà Đảng Cộng hòa đang dẫn đầu số đoàn đại biểu tiểu bang.
Trong vòng một ngày sau khi đơn kiện được nộp, Trump và 18 tổng chưởng lý theo Đảng Cộng hòa khác đã đệ đơn ủng hộ nguyên đơn. Các tổng chưởng lý của các tiểu bang bị đơn, cùng với tổng chưởng lý tại 20 tiểu bang khác, 2 lãnh thổ và Quận Columbia đã đệ đơn yêu cầu tòa án bác bỏ đơn kiện này và cho rằng nó là một "sự lạm dụng phản loạn của trình tự tư pháp". Đơn kiện này được một số chuyên gia luật cho là rất ít có cơ hội thành công và miêu tả là một "bước liều mạng".

## Bối cảnh
Một số tiểu bang đã thay đổi luật bầu cử trước cuộc bầu cử tổng thống nhằm khiến việc bầu cử qua bưu điện dễ dàng hơn. Những thay đổi này được đề xuất để đối phó với mối lo sợ rằng bầu cử trực tiếp sẽ có nguy cơ khiến dịch COVID-19 lây lan. Nhiều vụ kiện đã khiếu nại các thay đổi bầu cử này khắp nước dựa theo nhiều lý do khác nhau và với kết quả khác nhau nhưng không có vụ nào tạo ra tiền lệ. Trong một số trường hợp, các luật bầu cử được cơ quan hành pháp của tiểu bang sửa đổi thay vì cơ quan lập pháp. Trong vụ này, Texas cho rằng việc đó đã vi phạm Mục 2 Hiến pháp Hoa Kỳ.
Kết quả ban đầu của cuộc bầu cử, được kiểm phiếu trong tuần bầu cử, cho thấy Joe Biden giành đủ số phiếu đại cử tri để đánh bại tổng thống đương nhiệm Donald Trump. Trump và Đảng Cộng hòa đã nộp đơn chống lại một số tiểu bang chiến trường để khiếu nại kết quả – đặc biệt tại các tiểu bang đã bầu cho Trump trong cuộc bầu cử tổng thống năm 2016 nhưng lại quay sang bầu cho Biden trong năm 2020 – trong đó có Pennsylvania, Michigan, Wisconsin và Georgia. Hầu hết các vụ kiện của Trump và Đảng Cộng hòa bị bác bỏ do không hợp lệ hay không có chứng cứ nên không ảnh hưởng đến kết quả dự báo tại đại cử tri đoàn. PolitiFact lưu ý rằng đến thời điểm này, các thế lực muốn lật ngược kết quả bầu cử đã thua cuộc tại hàng tá vụ kiện.

## Các đơn

### Texas
Đơn kiện được Tổng chưởng lý Texas Ken Paxton đệ lên vào ngày 8 tháng 12 năm 2020. Nó cho rằng các tiểu bang Georgia, Michigan, Pennsylvania và Wisconsin đã vi phạm luật liên bang khi thay đổi thủ tục bầu cử nhằm ngăn chặn đại dịch COVID-19 lây lan.
Đơn kiện viện dẫn rằng 4 tiểu bang trên đã "bỏ qua các điều kiện pháp lý trong việc nhận, xem xét và kiểm phiếu bằng thư". Nó yêu cầu Tối cao Pháp viện ngăn chặn các tiểu bang đó bỏ phiếu trong đại cử tri đoàn và gia hạn thời điểm chót mà các tiểu bang phải xác nhận kết quả bầu cử. Đơn kiện được nộp vào trùng ngày mà sau đó Quốc hội phải chấp nhận kết quả đã được các tiểu bang xác nhận để kịp cho ngày bầu cử chính thức của đại cử tri đoàn vào ngày 14 tháng 12 năm 2020.
Theo Hans von Spakovsky, trong đơn kiện, Texas cho rằng các tiểu bang bị đơn đã vi phạm ba điều khoản trong Hiến pháp:
- Điều khoản Bầu cử (Mục 2, Phần 1, Khoản 2);
- Điều khoản Bảo vệ đồng đều (Equal Protection Clause); và
- Điều khoản thủ tục và quy trình (Due Process Clause).

Texas cho rằng nó có vị thế tranh chấp để kiện để lá phiếu của mình khỏi bị "loãng". Mặc dù Tổng thống Trump và các luật sư ủng hộ Trump cho rằng họ có nhiều bằng chứng gian lận trong cuộc bầu cử, đơn kiện của Texas không nhắc gì đến điều đó. Thay vào đó, Texas viện dẫn rằng "sự gian lận sẽ không phát hiện được" vì "các hành động phi pháp của các viên chức bầu cử đã dẫn đến kết quả là bằng chứng bị phá hủy". Việc mà "cử tri có gian lận hay không" không phải là "vấn đề hiến pháp" trong vụ này, do đó Texas tuyên bố rằng nó không cần phải "chứng minh" rằng có gian lận.
Đơn kiện được đệ lên trực tiếp đến Tối cao Pháp viện vì đây là tòa án sơ thẩm cho các vụ kiện giữa các tiểu bang. Các vụ kiện kiểu này hiếm khi xảy ra: từ 1789 đến 1959 chỉ có 123 vụ kiện mà Tối cao Pháp viện là tòa án sơ thẩm. Các vụ kiện này sẽ lập tức được đưa vào sổ ghi án của tòa theo Điều lệ 17 một khi nguyên đơn đệ đơn và trả phí. Do đơn kiện yêu cầu được xúc tiến, tòa án đã đưa hạn chót là 3 giờ chiều ngày 10 tháng 12 để bốn tiểu bang bị đơn có thể đáp trả. Trong lúc một đơn kiện được nộp theo hình thức đơn certiorari (thủ tục phúc thẩm) chỉ cần 4 thẩm phán chấp nhận để được chấp nhận vào Tối cao Pháp viện, đơn kiện này lại cần đến 5 thẩm phán chấp nhận. Tuy nhiên, các thẩm phán Clarence Thomas và Samuel Alito thường xuyên bất đồng và cho rằng tòa án có nhiệm vụ phán quyết các vụ này mà không cần phải cân nhắc điều nào khác.
Ngày 11 tháng 12, Texas nộp thêm một đơn đáp trả phía bị đơn, cho rằng "các tiểu bang bị đơn không trả lời nghiêm túc các vấn đề nghiêm trọng mà Texas đã đưa ra mà đã trốn tránh đằng sau các tòa án và phán quyết khác mà Texas không thể tham gia và miêu tả sai trái những gì mà Texas đòi hỏi và những lý do yêu cầu đó." Trong một cuộc phỏng vấn, Paxton phản đối các miêu tả về đơn kiện, cho rằng "nơi duy nhất chúng tôi có thể kiện là Tối cao Pháp viện và chúng tôi đã làm việc đó đúng cách, cho nên gọi nó là 'phản loạn' thì thật lố bịch."

Nguyên đơn (Texas)
Bị đơn (WI, MI, PA, GA)
Tiểu bang có tổng chưởng lý ủng hộ Nguyên đơn Texas
Tiểu bang có tổng chưởng lý ủng hộ Bị đơn
Tiểu bang có tổng chưởng lý không ủng hộ bên nào
Tiểu bang có tổng chưởng lý và thống đốc ủng hộ khác nhau

### Ủng hộ nguyên đơn Texas
Tổng chưởng lý đại diện 17 tiểu bang khác – gồm có Missouri, Alabama, Arkansas, Florida, Indiana, Kansas, Louisiana, Mississippi, Montana, Nebraska, North Dakota, Oklahoma, South Carolina, South Dakota, Tennessee, Utah và West Virginia – đã đệ một đơn ngày 9 tháng 12 để ủng hộ Texas.
Cùng ngày, Trump cũng đệ đơn kiến nghị yêu cầu được tham gia với tư cách cá nhân để trở thành một nguyên đơn trong vụ kiện. Đơn của Trump do giáo sư John C. Eastman của Trường Luật Đại học Chapman viết; Eastman là người từng viết một bài báo trên Newsweek vào tháng 8 năm 2000 cho rằng Kamala Harris không đủ điều kiện làm phó tổng thống. Trên mạng xã hội, Trump nói rằng vụ kiện này là "vụ lớn đây". Hơn 100 dân biểu Cộng hòa trong Hạ viện đã đệ đơn ủng hộ nguyên đơn.
Sau đó, vào ngày 10 tháng 12, các tổng chưởng lý từ 6 tiểu bang đã từng nộp đơn ủng hộ là Arkansas, Utah, Louisiana, Missouri, Mississippi và Nam Carolina, yêu cầu Tối cao Pháp viện cho họ tham gia vụ kiện với tư cách là nguyên đơn. Nỗ lực này do Tổng chưởng lý Missouri Eric Schmitt phát huy.
Vụ kiện của nguyên đơn cũng được hai "tiểu bang" ly khai là "New California" và "New Nevada" đệ đơn ủng hộ.

### Ủng hộ các tiểu bang bị đơn
Một đơn ủng hộ phe bị đơn được một nhóm cựu viên chức Đảng Cộng hòa đệ lên.
Các tiểu bang bị đơn đáp trả vào ngày 10 tháng 12, kêu gọi tòa án không chấp nhận vụ kiện. Đơn của Pennsylvania cho rằng đơn kiện là một "sự lạm dụng phản loạn của trình tự tư pháp". Các tiểu bang yêu cầu các thẩm phán "đưa ra một dấu hiệu rõ ràng và không thể nhầm lẫn rằng các sự lạm dụng như thế này sẽ không bao giờ được lặp lại".
Cùng ngày, các tổng chưởng lý của Quận Columbia, hai lãnh thổ Hoa Kỳ (Guam và Quần đảo Virgin) và 20 tiểu bang—California, Colorado, Connecticut, Delaware, Hawaii, Illinois, Maine, Maryland, Massachusetts, Minnesota, Nevada, New Jersey, New Mexico, New York, Bắc Carolina, Oregon, Rhode Island, Vermont, Virginia, và Washington—đã đệ đơn ủng hộ phía bị đơn.

### Ủng hộ cả hai bên
Mặc dù Tổng chưởng lý Montana Tim Fox tham gia trong đơn chung ủng hộ Texas ngày 9 tháng 12, Thống đốc Montana Steve Bullock đã đệ một đơn riêng để ủng hộ bên bị đơn.

### Không ủng hộ bên nào
Ngày 10 tháng 12, Tổng chưởng lý Ohio Dave Yost đệ kiến nghị không ủng hộ bên nào nhưng nói rằng họ "cần tòa án phán xét, vào thời điểm sớm nhất, câu hỏi liệu Điều khoản Bầu cử cho phép tòa án tiểu bang (và các viên chức hành pháp tiểu bang) sửa đổi các luật lệ liên quan đến bầu cử tổng thống." Yost cũng cho rằng Ohio không thể ủng hộ yêu cầu của Texas vì theo quan điểm của Ohio thì quyền cơ quan lập pháp tiểu bang trong vấn đề bầu cử không thể bị tòa án liên bang vượt qua. Arizona cũng đệ đơn không ủng hộ bên nào.

## Kết quả
Ngày 11 tháng 12 năm 2020, tòa án bác bỏ đơn kiện của Texas vì Texas không có vị thế tranh chấp để kiện dưới Mục 3 Hiến pháp Hoa Kỳ, và Texas đã không chứng minh có một quyền lợi nào được công nhận trong việc một tiểu bang khác tổ chức các cuộc bầu cử của họ. Tất cả các đơn liên quan cũng bị bác bỏ vì đơn chính đã bị bác bỏ.

Thẩm phán Alito và Thomas cũng lên tiếng:
Trong quan điểm của tôi, chúng ta không có quyền bác bỏ đơn kiện nằm dưới thẩm quyền sơ thẩm của tòa án. Xem Arizona kiện California, 589 U. S. ___ (Feb. 24, 2020) (Thomas, J., dissenting). Do đó tôi sẽ cho phép đệ đơn nhưng sẽ không làm theo yêu cầu của đơn, và không nêu ý kiến nào về các vấn đề khác.

## Phản ứng

### Giới luật
Các chuyên gia luật đã chỉ trích vụ kiện này và cho rằng nó "kỳ quặc". Giáo sư luật Stephen I. Vladeck tại Trường Luật Đại học Texas miêu tả đơn kiện này là "đơn kiện điên rồ nhất có ý định khiếu nại cuộc bầu cử". Giáo sư Richard L. Hasen của Trường Luật Đại học California tại Irvine nói rằng đơn kiện là một "thông cáo báo chí giả dạng làm đơn kiện". Giáo sư Paul Smith tại Trung tâm Luật Đại học Georgetown nói rằng vụ kiện này là "điên rồ" và nói rằng "không có tiền lệ, ý tưởng mà một tiểu bang, trên Tối cao Pháp viện, mà cho rằng phiếu bầu của các tiểu bang khác là sai – việc này chưa từng xảy ra." Rebecca Green, đồng giám đốc chương trình luật bầu cử tại Trường luật William & Mary, nói rằng "Giá trị các tuyên bố này thật quá đáng đến mức kể cả các thẩm phán cuồng Trump hết lòng trong tòa án liên bang cũng phải chế nhạo và đuổi [nguyên đơn] ra khỏi tòa án." Edward Foley, giám đốc chương trình luật bầu cử tại Đại học Tiểu bang Ohio, kêu gọi tòa án bác bỏ đơn kiện và không can thiệp vào cuộc bầu cử. Alan Dershowitz từ Đại học Luật Harvard miêu tả đơn kiện giờ chót này là một "đòn liều mạng", "mang tính sáng tạo nhưng khó mà thắng được", do việc cho rằng chính tiểu bang Texas thay vì cử tri của nó là phía bị hại (để có thể vượt qua Tu chính án 11) là điều gượng gạo, và vì đơn kiện được đệ lên quá trễ.
Thượng nghị sĩ Ted Cruz, người từng làm Tổng biện lý Texas và đã đại diện Texas trước tòa án trong vài vụ, đã đồng ý yêu cầu của Trump đại diện bên nguyên đơn nếu vụ kiện được tòa án chấp nhận.
Các chuyên gia luật cũng tin rằng Tối cao Pháp viện sẽ không chấp nhận vụ kiện, do trước đó tòa án đã không chấp nhận các khiếu nại hậu bầu cử khác. Trong cùng ngày Texas đệ đơn, tòa án đã từ chối một vụ kiện hậu bầu cử khác là Kelly kiện Pennsylvania, và không có thẩm phán nào phản đối. Bên bị đơn cũng nêu ra nguyên lý sao lãng (laches), cho rằng hành động được kiện cáo quá chậm trễ, làm một lý do để bác bỏ đơn kiện của Texas.

### Chính trị
Văn phòng Tổng chưởng lý Georgia Chris Carr cũng chỉ trích đơn kiện cũng như Paxton. Ngày 8 tháng 12, phát ngôn viên của Carr nói rằng Paxton đã "sai về cả hiến pháp, luật pháp, và sự thật về Georgia". Phó Tổng thư ký Georgia Jordan Fuchs cũng lên án vụ kiện là "sai trái và vô trách nhiệm". Trong khi đó, phe đa số Cộng hòa trong Thượng viện Georgia ủng hộ đơn kiện.
Tổng chưởng lý Michigan Dana Nessel đã chỉ trích đơn kiện, miêu tả nó là một "trò gây chú ý ... không đáng cương vị" của tổng chưởng lý Texas và cho rằng "sự mất niềm tin vào hệ thống dân chủ của chúng ta không phải là do lỗi của người dân Michigan, Wisconsin, Georgia hay Pennsylvania mà nó là lỗi của những viên chức theo phe phái, như ông Paxton, người đã coi lòng trung thành với một cá nhân cao hơn lòng trung thành với đất nước mình." Tổng chưởng lý Wisconsin Josh Kaul cho rằng vụ kiện này "thật đáng xấu hổ". Tổng chưởng lý Pennsylvania Josh Shapiro nói rằng "các công kích đang tiếp diễn đối với hệ thống bầu cử công bằng và tự do đã vượt quá sự vô tích sự, vượt quá sự coi thường hậu quả; chúng là một mưu đồ của Tổng thống Hoa Kỳ và một vài cá nhân trong Đảng Cộng hòa nhằm mục đích bỏ qua nguyện vọng của người dân—và tự chọn ra người thắng cuộc."
Thống đống Texas Greg Abbott đã đưa dấu hiệu ủng hộ vụ kiện. Tổng biện lý Texas Kyle Hawkins thường là người đại diện cho tiểu bang trong các vấn đề trước Tối cao Pháp viện lại không có tên trong đơn kiện, do đó dẫn đến kết luận rằng vụ kiện này không thể đứng vững trên phương diện pháp lý.
Tổng thống Trump đã tweet lại một số tweet ủng hộ đơn kiện. Ngày 9 tháng 12, ông hứa sẽ tham gia vào vụ kiện, và đệ đơn kiến nghị ngay trong hôm đó, tức là đang tìm cách tham gia vụ kiện với tư cách là nguyên đơn. Ngày 10 tháng 12, ông tweet rằng "Tối cao Pháp viện có cơ hội cứu đất nước chúng ta khỏi sự lạm dụng bầu cử vĩ đại nhất trong lịch sử Hoa Kỳ." Ngày hôm sau, ông tweet: "Tôi chỉ muốn ngăn thế giới khỏi việc tự giết chính mình!... Nay mà Chính quyền Biden sẽ trở thành một đống hỗn độn đầy rẫy bê bối trong nhiều năm tới, Tối cao Pháp viện sẽ có thể dễ dàng làm theo Hiến pháp và làm những việc cần phải thực hiện.”
Cả hai Thượng nghị sĩ của Georgia là David Perdue và Kelly Loeffler, vẫn đang tranh cử cho cuộc bầu cử chung kết, đều lên tiếng ủng hộ đơn kiện. Trong một tweet, Tổng chưởng lý Missouri Eric Schmitt cũng lên tiếng ủng hộ đơn kiện, hứa hẹn sẽ "dẫn đầu nỗ lực ủng hộ đơn kiện của Texas hôm nay." Trên Twitter, Tổng chưởng lý Arkansas Leslie Rutledge cũng nói rằng bà sẽ ủng hộ đơn kiện. Tổng chưởng lý Louisiana Jeff Landry cũng ủng hộ đơn kiện.
Luật sư và người sáng lập tổ chức Lincoln Project George Conway miêu tả vụ kiện là "điều điên rồ nhất từ trước đến giờ". Cựu ủy viên Hội đồng Bầu cử Liên bang Hans von Spakovsky nói rằng, "Theo gần như bất cứ phương diện nào, việc này tương đương với một bước liều mạng trong lĩnh vực luật."
Đáp lại lời kêu gọi qua email mà Dân biểu Mike Johnson từ Louisiana gửi đến mọi thành viên Cộng hòa trong Hạ viện, 125 dân biểu đã hưởng ứng ông và ký tên vào một đơn ủng hộ nguyên đơn. Con số này chiếm hơn 60% các dân biểu Đảng Cộng hòa trong Hạ viện. Tờ Politico miêu tả con số thành viên Hạ viện Cộng hòa ủng hộ vụ kiện là con số gây "há hốc mồm". Trong khi đó, các thành viên Cộng hòa trong Thượng viện rất ít khi công khai ủng hộ vụ kiện.
Chip Roy, một dân biểu Cộng hòa đại diện cho Texas và cựu chánh văn phòng cho Thượng nghị sĩ Texas Ted Cruz, đã miêu tả vụ kiện là "một sự vi phạm định lý phân quyền nguy hiểm tạo ra tiền lệ mà một tiểu bang yêu cầu tòa án liên bang kiểm soát thủ tục bầu cử của những tiểu bang khác." Thượng nghị sĩ Đảng Cộng hòa đại diện Texas John Cornyn nói rằng ông không thể "hiểu nổi lý thuyết luật pháp" đằng sau vụ kiện.
Thống đốc Utah Gary Herbert và Thống đốc tân cử Spencer Cox đã lên án quyết định của tổng chưởng lý tiểu bang Sean Reyes khi tham gia đơn ủng hộ đơn kiện. Tại một số tiểu bang khác cũng có sự chia rẽ trong các thành viên Đảng Cộng hòa về việc ủng hộ vụ kiện này có phải là điều khôn ngoan không. Theo Associated Press, hành động này "đã nhanh chóng trở thành một phép thử cho phe bảo thủ."

### Phân tích thống kê
Trong đơn kiện có kèm theo một tuyên bố từ Charles Cicchetti; ông cho rằng phân tích thống kê của mình cho thấy xác suất Biden thắng cử tại các tiểu bang đã nêu là thấp hơn {\displaystyle 1 \over {10^{12}}}. Phân tích của Cicchetti đã bị chỉ trích rộng rãi, vì nó đưa giả thuyết rằng cử tri năm 2020 hành động y như cử tri năm 2016, và kiểu mẫu kiểm phiếu là ngẫu nhiên. Trong thực tế, Biden năm 2020 là một ứng cử viên khác với Hillary Clinton của năm 2016, và việc các lá phiếu ban đầu nghiêng về phía Cộng hòa trong khi các phiếu tính sau nghiêng về phía Dân chủ là một điều đã được báo trước vì một số tiểu bang không cho phép kiểm phiếu bằng thư trước; các lá phiếu bằng thư nghiêng về phía Biden vì từ lâu Trump đã chỉ trích việc bỏ phiếu qua bưu điện.
Trên trang PolitiFact, Eric Litke miêu tả phân tích này là "hết sức phi lý", dẫn lời các giáo sư khoa học chính trị đã miêu tả phân tích là "lố lăng" và "thiếu khả năng thống kê". Tại trang The Volokh Conspiracy, David Post miêu tả phân tích của Cicchetti là "ngu xuẩn", nói rằng Cicchetti đã bỏ qua khả năng cử tri thay đổi lựa chọn của mình giữa 2016 và 2020, bỏ qua khả năng lá phiếu qua thư có điểm khác biệt với phiếu trực tiếp trong lựa chọn, và gợi ý rằng việc Paxton sử dụng phân tích của Cicchetti là "bất lương" vì Paxton không nêu ra giả thuyết chính của Cicchetti. Trên tờ The Washington Post, Philip Bump cho rằng phân tích trong vụ kiện là "hết sức buồn cười", lưu ý rằng kết quả năm 2016 không thể ngoại suy ra năm 2020 được, vì Biden nhận nhiều ủng hộ hơn Clinton, và vì cử tri đã trở nên phân cực hơn. Bump cũng viết rằng việc kiểm phiếu không phải là "đồng đều", với hiện tượng số phiếu về sau thiên về phe Dân chủ (gọi là "Blue shift") là điều đã tiên đoán trước do các lá phiếu bằng thư thiên về Biden hơn.

## Hậu quả
Sau khi Tối cao Pháp viện bác bỏ đơn kiện, chủ tịch Ủy ban Đảng Cộng hòa Quốc gia tại Texas Allen West đã gợi ý rằng "các tiểu bang tuân theo luật nên đoàn kết lại và thành lập một Liên minh các tiểu bang tuân theo hiến pháp". Tuyên bố này đã bị Dân biểu Illinois và đảng viên Cộng hòa Adam Kinzinger lên án, cho rằng lời kiêu gọi ly khai này là nguy hiểm. George Conway từ tổ chức The Lincoln Project và chủ bút tờ National Review Rich Lowry cũng chỉ trích lời nói của West, cho rằng đây là một việc làm không tiêu biểu cho "đảng của Lincoln".
Tổng thống Trump gay gắt chỉ trích kết quả, cho rằng "Đây là một sai lầm về công lý to lớn và đáng hổ thẹn.  Người dân Hoa Kỳ đã bị gian lận, và Đất nước của chúng ta đã bị ô nhục.  Chúng ta vẫn chưa từng được lên Tòa án!" Phát ngôn viên Nhà Trắng Kayleigh McEnany cũng nhắc lại ý tưởng rằng vụ kiện chưa từng được trao cơ hội, cho rằng các thẩm phán đã "trốn tránh đằng sau thủ tục... Không còn cách nào để nói nữa – họ đã né tránh."
Chiến dịch vận động của Biden phát biểu: "Tối cao Pháp viện đã bác bỏ một cách dứt khoát và nhanh chóng sự tấn công mới nhất vào quá trình dân chủ của Donald Trump và các đồng minh của ông. Đây là một điều không bất ngờ – hàng tá quan tòa, viên chức bầu cử từ cả hai đảng, và chính tổng chưởng lý của Trump đã bác bỏ các nỗ lực vô căn cứ của ông ta nhằm phủ nhận rằng ông ta đã thất cử."
Dân biểu đại diện New Jersey Bill Pascrell, dẫn chứng từ điều 3 Tu chính án thứ 14, kêu gọi Chủ tịch Hạ viện Nancy Pelosi không cho các dân biểu Cộng hòa từng ký tên ủng hộ đơn kiện lấy ghế. Đề xuất này, nếu được chấp nhận, sẽ ảnh hưởng đến gần 2/3 các dân biểu Cộng hòa trong Quốc hội thứ 117 sắp tới. Pascrell nói: "Văn bản Tu chính án thứ 14 rõ ràng nghiêm cấm các thành viên Quốc hội tham gia phản loạn chống Hoa Kỳ. Nỗ lực lật ngược một cuộc bầu cử dân chủ và đưa lên một nhà độc tài dường như là một ví dụ rõ ràng cho điều đó."